# Beacon frame

Fig.1 Estructura de punt d'accés i altres estacions

Beacon frame (en anglès trama de far) és una trama de manegament en el protocol IEEE 802.11 de les xarxes sense fil WLAN. La trama Beacon conté tota la informació de la xarxa. Són transmeses periódicament per a informar de la presència d'una xarxa sense fil pel punt d'accés (AP) en una instal·lació d'infraestructura (BSS).

## Estructura
Les trames Beacon consisteixen d'una capçalera Ethernet (Ethernet header), cos i FCS :
- Timestamp : després de rebre la trama Beacon totes les estacions ajusten els seus rellotges i es sincronitzen.
- Interval Beacon : és el temps entre dues trames Beacon consecutives. S'expressa en unitats de TU (time unit), és configurable i normalment té elvalor de 100 TU = 100 mil·lisegons.
- Informació de capacitat : indica el tipus de xarxa i d'encriptació de dades.
- SSID: identificació de xarxa
- Velocitats de transmissió suportades.
- Paràmetres del FH (frequency-hopping) : Espectre eixamplat per salt de freqüència
- Paràmetres del DS (Direct-Sequence) : Espectre eixamplat per seqüència directa
- Paràmetres CF (Contention-Free)
- TIM (Traffic indication map)

## Propietats
- Les trames Beacon són enviades amb l'algorisme CSMA/CA (Carrier Sense Multiple Access With Collision Avoidance)
- Les trames Beacon no han de suposar una sobrecàrrega de dades a la xarxa.